# Loboschmidtia milleri
Loboschmidtia milleri är en insektsart som först beskrevs av Marius Descamps 1964.  Loboschmidtia milleri ingår i släktet Loboschmidtia och familjen Euschmidtiidae. Inga underarter finns listade i Catalogue of Life.